# アンリ・ラブルースト

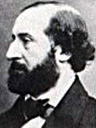
アンリ・ラブルースト

アンリ・ラブルースト（Henri Labrouste, 1801年5月11日 - 1875年6月24日）は、フランスの建築家。
エコール・デ・ボザールに学び、1824年にローマ大賞受賞。1830年から1856年にかけては、アトリエ・パトロンをつとめる。
アンリの兄テオドール・ラブルーストもアンリより遅れて1827年にローマ大賞を授かり、ほぼ同じ時期にローマで過している。テオドールが作成した実測図、「コラのヘラクレス神殿」復原図でも、いわゆる新古典主義者が重んじた静かで重厚な趣きがなくなり、多原色に着色され、鮮やかな図面となっていた。
自分の課題研究は古代ローマ以前の古代ギリシャ建築に崇高なる美を見出して、パエルトゥーム遺跡の実測復元を行うが、従来、ローマ留学生達は古代ローマ建築の実測研究が本来の役目とされ、ギリシア建築は対象外とされてきた。アカデミー内部では、まだ古典時代ローマに完成され、ローマ建築のみが完成された美を体現していると考える昔ながらの観念が強かったためである。しかし、この禁を破ったのがラブルーストで、ローマ留学4年目の課題研究をギリシア遺跡のパエストサムの神殿に定め、その実測図をパリに送りつける。
これはアカデミー内で是非をめぐり激論が交わされ、アトリエの師A・L・T・ヴォードワイエのみならず、アカデミー終身書記で反古代ギリシャだったキャトルメール・ド・カンシーなども激怒して認められず、この世代が世にあるうちは不遇の生活を送ることになるが、若い世代の学生たちには支持され、1830年にはボザールのアトリエ・パトロンになる。

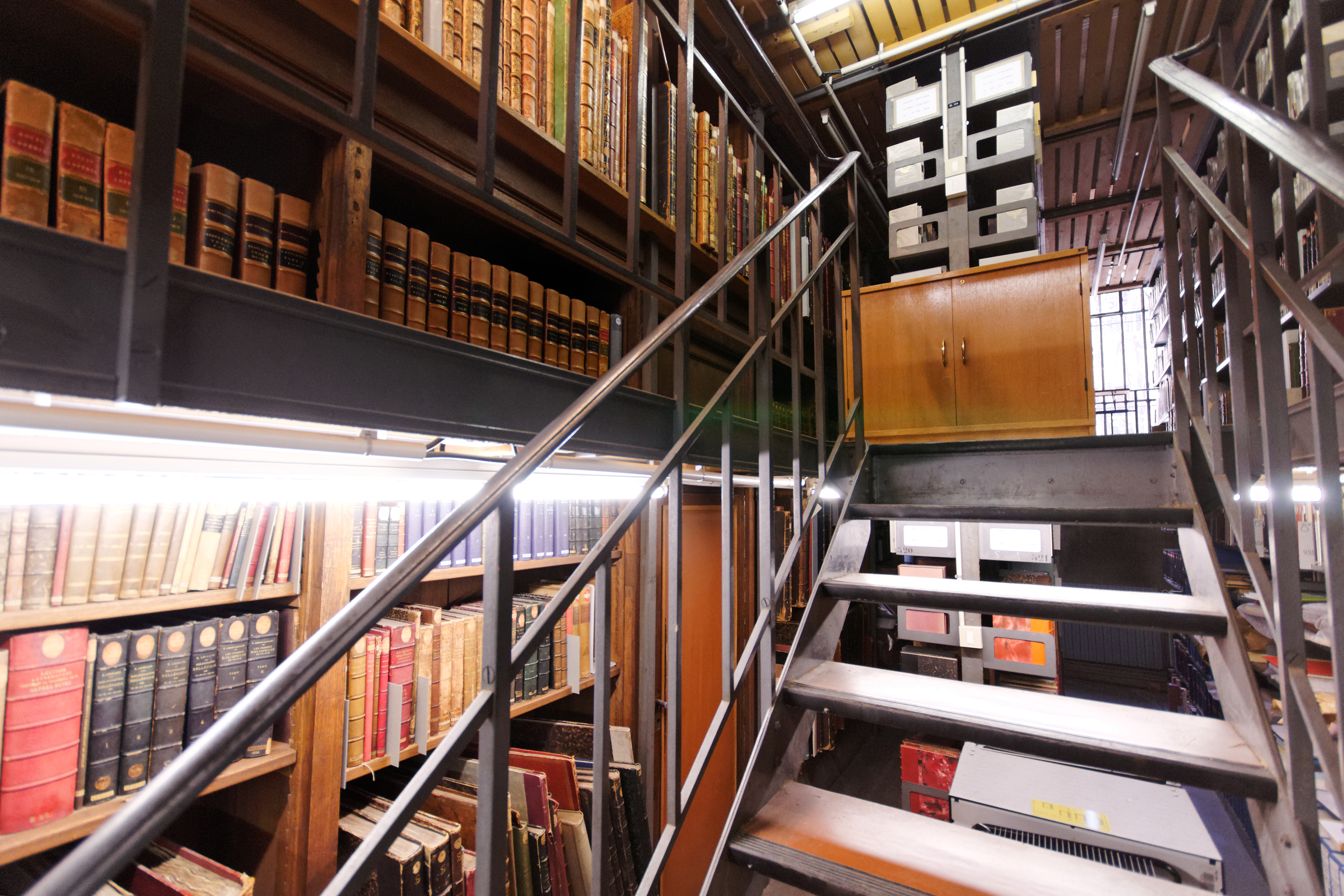
サント・ジュヌヴィエーヴ図書館の積層書庫

ラブルーストを一躍評価されるに至らしめるのは、サント・ジュヌヴィエーヴ図書館で、質素な形態と入念に検討された内部の構成など、ポリクロムと明解さが一体となった優れた建築効果を生み出し、その思想はのちの国立図書館にも継続されていく。その一方で自身の作品にネオグレコ世代に共通する手法である美しい装飾を施す鉄骨や鋳鉄を用いる手法を積極的かつ大胆に採用し、軽快で明敏な空間に仕上げていっている。
国立図書館(Bibliotheque Nationale)の書庫は現在でも、修理や補修を行われずに使用されている。
父親のフランソワ・マリー・アレクサンドル・ラブルーストは、1835年7月28日、ジュゼッペ・マルコ・フィエスキによるフランス王ルイ・フィリップを狙った暗殺未遂事件で巻き添えとなり死亡した。

## 主な作品

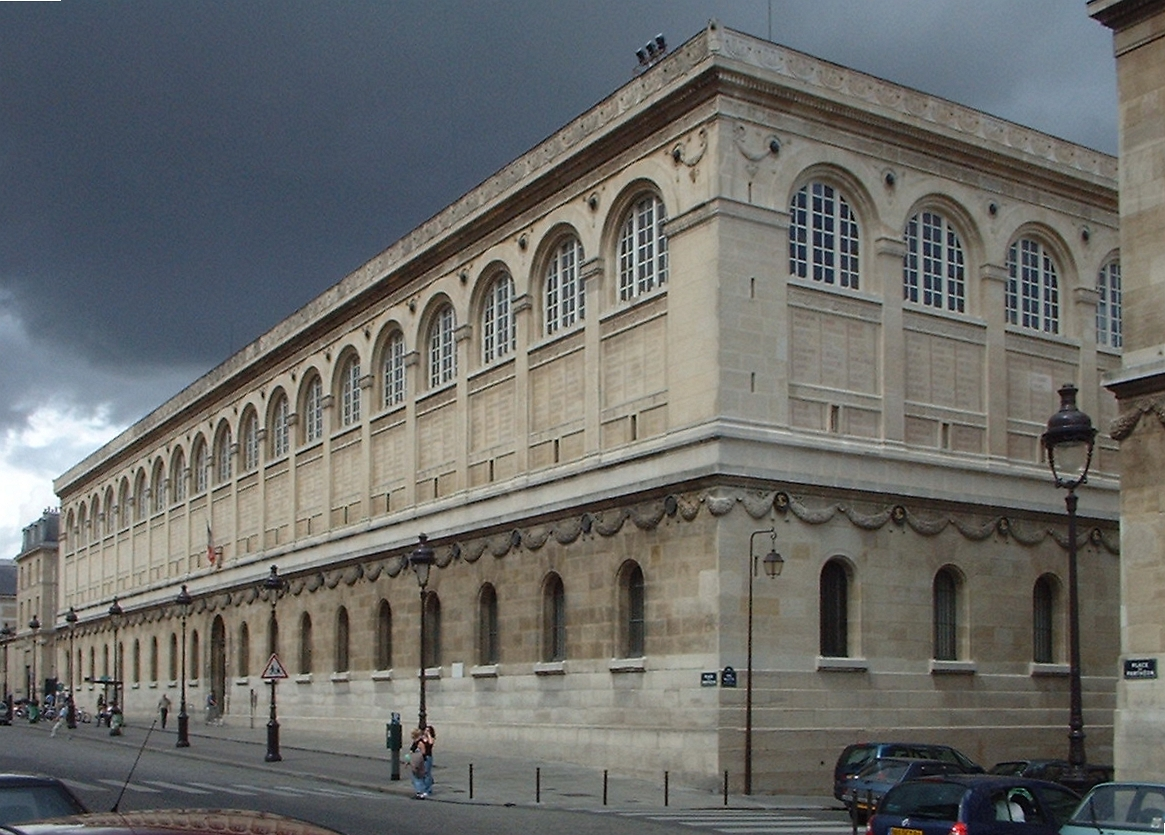
サント・ジュヌヴィエーヴ図書館

- サント・ジュヌヴィエーヴ図書館、パリ、1843年
- フランス国立図書館リシュリー館閲覧室、パリ、1854年から1875年
- フーの邸宅、パリ、1856年から1858年
- レンヌの神学校、レンヌ、1856年
- ヴィラ・トゥーレ＝ヌーイ、1860年
- ヴィルグルュイの邸宅、パリ、1856年